# جون مور (عالم)
جون مور (بالإنجليزية: John Hardman Moore)‏ (و. 1954 – م) هو عالم اقتصاد، وأستاذ جامعي، من المملكة المتحدة، وهو عضوٌ في الأكاديمية البريطانية، والأكاديمية الأمريكية للفنون والعلوم.

## التعليم
تعلم في جامعة كامبريدج.

## مناصب وهيئات
أدار كلية لندن للاقتصاد.

## جوائز
حصل على جوائز منها:
- Yrjö Jahnsson Award [الإنجليزية]‏.